# Provincias atlánticas de Canadá

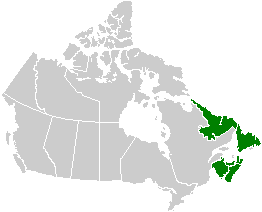
Las cuatro provincias atlánticas.

Provincias atlánticas de Canadá es la región de Canadá que comprende cuatro provincias localizadas en la costa Atlántica: las tres provincias marítimas (Nuevo Brunswick, Nueva Escocia y la Isla del Príncipe Eduardo) y Terranova y Labrador. La población de las provincias atlánticas era de 2.332.535 habitantes en 2007.

## Origen del término
El primer Premier (primer ministro) de Terranova y Labrador, Joey Smallwood, acuña el término "Provincias Atlánticas" cuando Terranova y Labrador se unieron a Canadá en 1949. Smallwood creyó que sería presuntuoso para Terranova y Labrador asumir que podría incluirse dentro del término existente "Provincias Marítimas", usado para describir las semejanzas culturales entre Nueva Escocia, Isla del Príncipe Eduardo y Nuevo Brunswick. Las tres provincias marítimas se habían unido a la Confederación en el siglo XIX: Nuevo Brunswick y Nueva Escocia en 1867 y la Isla del Príncipe Eduardo en 1873.
De vez en cuando, el término Marítimas es usado como un sinónimo para "las Provincias Atlánticas", pero este uso está considerado incorrecto pues el primero excluye a Terranova y Labrador.

## Comunidades
(La lista incluye comunidades por encima de 50.000 habitantes, por población/área metropolitana).
| Comunidad             | Provincia                 | Población (2006) |
| --------------------- | ------------------------- | ---------------- |
| Halifax               | Nueva Escocia             | 372.858          |
| San Juan de Terranova | Terranova y Labrador      | 181.113          |
| Moncton               | Nuevo Brunswick           | 126.424          |
| Saint John            | Nuevo Brunswick           | 122.389          |
| Cabo Bretón           | Nueva Escocia             | 105.928          |
| Fredericton           | Nuevo Brunswick           | 85.688           |
| Charlottetown         | Isla del Príncipe Eduardo | 58.625           |